# Iban Zubiaurre
Iban Zubiaurre Urrutia (Mendaro, Guipúzcoa, 22 de enero de 1983) es un exfutbolista español que ocupaba la posición de lateral derecho. 
Su carrera estuvo profundamente marcada por el llamado «Caso Zubiaurre», un conflicto que se generó tras un traspaso mal ejecutado entre la Real Sociedad y el Athletic Club, que llegó a los tribunales y se saldó con un fallo en contra del equipo bilbaíno, que fue condenado a indemnizar a la Real Sociedad con 5 millones de euros. El coste de la sanción fue pagado a partes iguales entre club y jugador.
Se retiró en 2013 tras haber disputado tan solo 73 encuentros desde su polémica marcha de la Real Sociedad en 2005.

## Trayectoria
Jugó desde joven en las categorías inferiores de la Real Sociedad. En la temporada 2004-05 pasó a formar parte de la primera plantilla. Con este equipo debutó en la Primera División el 28 de noviembre de 2004, en el partido Deportivo 2-2 Real Sociedad.
A lo largo de la temporada 2004-05 jugó 14 partidos con la Real Sociedad en Primera División, asentándose como lateral titular en la recta final de la temporada en lugar de López Rekarte. De cara a la temporada 2005-06 parecía que Zubiaurre podía ser uno de los laterales titulares del equipo, pero el 30 de junio de 2005 se desató el denominado caso Zubiaurre. 

### El caso Zubiaurre
El jugador finalizaba su contrato con la Real Sociedad el 30 de junio de 2005. Club y jugador no llegaron a un entendimiento para prorrogar el contrato de mutuo acuerdo; pero el club txuri urdin ejecutó una cláusula de ampliación estipulada en el contrato que permitía al club prorrogar unilateralmente la vinculación del jugador por una temporada más. Tras fracasar las negociaciones, Zubiaurre (según sus propias declaraciones) habría recibido supuestamente la promesa de Roberto Olabe, director deportivo de la Real, de que el club no se opondría a su marcha; y entonces negoció su fichaje con el mayor rival deportivo del equipo, el Athletic Club. Todo esto se desarrolló pocos días antes de que la directiva y dirección técnica de la Real (incluido Olabe) abandonaran el club sustituidos por una nueva directiva, que debía ser elegida el 30 de junio, el mismo día que finalizaba el contrato de Zubiaurre.
El día 30 de junio, horas antes de las elecciones a la presidencia de la Real Sociedad, en las que saldría elegido Miguel Fuentes Azpiroz, saltaba la noticia de que el Athletic Club iba a presentar al día siguiente a Zubiaurre como nuevo fichaje.
Al día siguiente Zubiaurre era presentado oficialmente como uno de los fichajes del Athletic Club, firmando un contrato hasta 2011. Jugador y clubes se encontraron a partir de entonces en un proceso judicial para solucionar el problema; los juzgados desestimaron en primera instancia la demanda de despido presentada por Iban Zubiaurre contra su club. La Real Sociedad se remitía a la cláusula de rescisión de 30 millones de euros, mientras el Athletic Club condicionaba la incorporación definitiva de Zubiaurre a que este llegase sin coste de traspaso alguno. La Cultural de Durango, de Segunda División B, pidió a la Real Sociedad que el jugador jugara con ellos hasta que se solucionara el conflicto, petición que fue denegada por el equipo txuriurdin hasta que se llegara a un acuerdo entre las tres partes: Real Sociedad, Athletic Club e Iban Zubiaurre. Ello hizo que Zubiaurre permaneciera sin jugar partidos oficiales toda la temporada 2005-06, hasta que el juicio se resolviera en los tribunales.
Tras varios juicios, el Tribunal Superior de Justicia del País Vasco dictaminó en el mes de octubre de 2006 que el jugador debía pagar 5 millones como cláusula de rescisión a la Real Sociedad, declarando al Athletic Club como responsable subsidiario. El club vizcaíno llegó a un acuerdo con el jugador para pagar a medias con el jugador, a cambio el jugador aumentó la duración de su contrato hasta 2014. Aunque los 5 millones quedaban muy lejos de los 30 que pedía el club donostiarra, convirtieron a Zubiaurre en uno de los fichajes más caros de la historia del Athletic Club. Poco antes de salir la sentencia había dimitido Fernando Lamikiz, presidente del Athletic Club, por su responsabilidad en el caso Zubiaurre.
El club interpuso una reclamación al Tribunal Supremo, aunque el 15 de noviembre la LFP tramitó su ficha en sustitución del lesionado Tiko. Finalmente Zubiaurre fue presentado como jugador del Athletic Club el 16 de noviembre de 2006 en San Mamés. El 11 de febrero de 2007 se produjo su debut con el equipo vizcaíno, en el Estadio Vicente Calderón, en un partido ante el Atlético de Madrid (1-0). En la temporada 2007/08 solo jugó dos partidos, a domicilio, ante Getafe y Hércules.
El caso Zubiaurre siguió dirimiéndose en los tribunales, hasta que el 5 de junio de 2008 el Tribunal Supremo confirmó la sentencia y la cuantía de 5 millones de euros, desestimando las alegaciones que las tres partes habían presentado a la sentencia anterior.
Se considera que el caso Zubiaurre ha sentado jurisprudencia, ya que si bien no declara ilegales las cláusulas de rescisión de los contratos futbolísticos, pone en tela de juicio su cuantía, dando potestad a los tribunales a reducir de cuantía de aquellas cláusulas que considere desproporcionadas o abusivas respecto a las condiciones contractuales del jugador. Se considera que puede llegar a ser un peligro para los clubes que realizan políticas de cantera, como paradójicamente el propio Athletic Club o la misma Real Sociedad
Tras pasar la temporada 2008-09 cedido en el Elche CF, volvió en la 2009-10 al Athletic Club, jugando un único partido en toda la temporada.Este partido supuso su debut en la Liga Europa, ante el Austria de Viena, y su primer partido como local en San Mamés. La temporada siguiente fue cedido al Albacete, con el que apenas jugó 10 partidos. De cara a la temporada 2011/12 fue uno de los descartes del entrenador Marcelo Bielsa, por lo que no fue convocado para ningún partido. En la 2012/13 fue cedido al UD Salamanca, de la Segunda División B, que desapareció por problemas económicas en junio de 2013. En el verano de 2013, rescindió su contrato con el Athletic Club y fichó por el Racing de Santander, de la Segunda División B. Tras un mes en este club, no logró hacerse un hueco en el equipo, por lo que el Racing decidió rescindir su contrato y el jugador quedó libre de nuevo. Por otro lado, el jugador también arrastraba una pubalgia, por lo que, ante esta situación, decidió consumar su retirada de forma definitiva, con 30 años.
En 2015, el Tribunal Supremo condenó a su antiguo agente a indemnizarle con 2'8 millones de euros por negligencia en el traspaso realizado en 2005.

## Selección nacional
Ha sido internacional en categorías inferiores con la selección española (sub-19 y sub-21).
Fue campeón de la Eurocopa sub-19 de 2002, donde fue titular. En el torneo estuvo por delante de Juan Carlos Ceballos, dejando a Álvaro Arbeloa fuera de la lista.

## Clubes
| Club                              | País   | Año       | Partidos | Goles |
| --------------------------------- | ------ | --------- | -------- | ----- |
| Real Sociedad B                   | España | 2003-2005 |          |       |
| Real Sociedad                     | España | 2004-2005 | 18       | 0     |
| Athletic Club                     | España | 2006-2008 | 3        | 0     |
| Elche C. F. (cedido)              | España | 2008-2009 | 26       | 1     |
| Athletic Club                     | España | 2009-2010 | 1        | 0     |
| Albacete Balompié (cedido)        | España | 2010-2011 | 10       | 0     |
| Athletic Club                     | España | 2011-2012 | 0        | 0     |
| UD Salamanca (cedido)             | España | 2012-2013 | 33       | 3     |
| Real Racing Club de Santander[ND] | España | 2013      | 0        | 0     |

'ND'^ No llegó a debutar.

## Palmarés

### Títulos internacionales
| Título          | Equipo | Sede    | Año  |
| --------------- | ------ | ------- | ---- |
| Eurocopa Sub-19 | España | Noruega | 2002 |